# Phare de Colonia del Sacramento
Le phare de Colonia del Sacramento construit en 1857, est un phare maritime situé à Colonia del Sacramento en Uruguay. C'est une tour blanche carrée à la base et cylindrique sur sa partie supérieure. Un escalier métallique intérieur de 118 marches rejoint la lanterne qui fonctionne à l'énergie solaire (12 volt).